# Olympische Jugend-Winterspiele 2020/Teilnehmer (Kanada)
| Gelbes Symbol für Goldmedaillen mit stilisierten Olympischen Ringen | Graues Symbol für Silbermedaillen mit stilisierten Olympischen Ringen | Braundes Symbol für Bronzemedaillen mit stilisierten Olympischen Ringen |
| ------------------------------------------------------------------- | --------------------------------------------------------------------- | ----------------------------------------------------------------------- |
| 1                                                                   | 2                                                                     | 5                                                                       |

Kanada nahm an den Olympischen Jugend-Winterspielen 2020 im Schweizerischen Lausanne mit 78 Athleten (47 Jungen und 31 Mädchen) in 14 Sportarten teil.

## Medaillen

### Medaillenspiegel
| Rang   | Sportart         | Gold | Silber | Bronze | Gesamt |
| ------ | ---------------- | ---- | ------ | ------ | ------ |
| 1      | Freestyle-Skiing | 1    | —      | —      | 1      |
| 2      | Snowboard        | —    | 1      | 2      | 3      |
| 3      | Rennrodeln       | —    | 1      | —      | 1      |
| 4      | Shorttrack       | —    | —      | 2      | 2      |
| 5      | Eishockey        | —    | —      | 1      | 1      |
| Gesamt | Gesamt           | 1    | 2      | 5      | 8      |

### Medaillengewinner
| Name/n | Sportart         | Wettkampf      |
| --- | ---------------- | -------------- |
| Gold |                  |                |
| Andrew Longino | Freestyle-Skiing | Halfpipe       |
| Nathan Young 1 | Curling          | Mixed Doppel   |
| Silber |                  |                |
| Caitlin Nash Natalie Corless | Rennrodeln       | Doppelsitzer   |
| Liam Brearley | Snowboard        | Einsitzer      |
| Bronze |                  |                |
| Liam Brearley | Snowboard        | Big Air        |
| Liam Brearley | Snowboard        | Halfpipe       |
| Florence Brunelle | Shorttrack       | 500 m          |
| Florence Brunelle | Shorttrack       | 1000 m         |
| Justin Côté Nate Danielson Dylan Ernst Conor Geekie Adamo Fantilli Vincent Filion Pano Fimis Cédrick Guindon Matt Jovanovic Mats Lindgren Paul Ludwinski Tristan Luneau Denton Mateychuk Ty Nelson Matt Savoie Antonin Verreault Noah Warren | Eishockey        | Mannschaft     |
| Natalie D’Alessandro Bruce Waddell 1 | Eiskunstlauf     | Teamwettbewerb |

## Teilnehmer nach Sportarten

### Biathlon
| Athleten                                            | Wettbewerbe          | Zeit        | Fehler       | Rang |
| --------------------------------------------------- | -------------------- | ----------- | ------------ | ---- |
| Jungen                                              |                      |             |              |      |
| Ethan Algra                                         | 7,5 km Sprint        | 22:06,2 min | 2 (2+0)      | 40   |
| Ethan Algra                                         | 12 km Einzel         | 38:53,7 min | 4 (1+0+3+0)  | 36   |
| Finn Berg                                           | 7,5 km Sprint        | 24:59,0 min | 6 (3+3)      | 84   |
| Finn Berg                                           | 12 km Einzel         | 42:08,1 min | 7 (2+1+3+1)  | 69   |
| Lucas Sadesky                                       | 7,5 km Sprint        | 24:05,8 min | 6 (3+3)      | 77   |
| Lucas Sadesky                                       | 12 km Einzel         | 44:41,3 min | 11 (2+3+3+3) | 87   |
| Mädchen                                             |                      |             |              |      |
| Pascale Paradis                                     | 6 km Sprint          | 20:28,6 min | 4 (1+3)      | 30   |
| Pascale Paradis                                     | 10 km Einzel         | 37:49,3 min | 7 (2+2+2+1)  | 32   |
| Jenna Sherrington                                   | 6 km Sprint          | 19:50,6 min | 1 (1+0)      | 14   |
| Jenna Sherrington                                   | 10 km Einzel         | 38:09,0 min | 6 (1+2+1+2)  | 37   |
| Namoi Walch                                         | 6 km Sprint          | 21:34,2 min | 3 (1+2)      | 52   |
| Namoi Walch                                         | 10 km Einzel         | 40:49,4 min | 8 (4+0+4+0)  | 64   |
| Mixed                                               |                      |             |              |      |
| Pascale Paradis Ethan Algra                         | Single Mixed-Staffel | 44:10,7 min | 0+4 0+6      | 11   |
| Jenna Sherrington Naomi Walch Finn Berg Ethan Algra | Mixed-Staffel        | 1:20:47,1 h | 4+8 1+9      | 18   |

### Bob
| Athlet          | Wettbewerb | Lauf 1      | Lauf 1 | Lauf 2      | Lauf 2 | Gesamt      | Gesamt |
| Athlet          | Wettbewerb | Zeit        | Rang   | Zeit        | Rang   | Zeit        | Rang   |
| --------------- | ---------- | ----------- | ------ | ----------- | ------ | ----------- | ------ |
| Jungen          |            |             |        |             |        |             |        |
| Colton Dagenais | Monobob    | 1:15,67 min | 17     | 1:15,14 min | 15     | 2:30,81 min | 17     |
| Mädchen         |            |             |        |             |        |             |        |
| Emma Johnsen    | Monobob    | 1:16,88 min | 17     | 1:15,75 min | 14     | 2:32,63 min | 17     |

### Curling
| Wettbewerb    | Mixed-Team                                                   |
| ------------- | ------------------------------------------------------------ |
| Athleten      | Emily Deschenes Jaedon Neuert Lauren Rajala Nathan Young     |
| Vorrunde      | Russland 7:4 Polen 6:4 Südkorea 6:3 Spanien 9:3 Estland 10:2 |
| Viertelfinale | Japan 4:5                                                    |
| Halbfinale    | ausgeschieden                                                |
| Finale        | ausgeschieden                                                |
| Platzierung   | 7.                                                           |

Im Mixed-Doppel, kam der Partner immer aus einem anderen Land, somit spielten nur gemischte Mannschaften in diesem Wettbewerb mit.
| Athleten                     | Wettbewerb   | 1. Runde                       | 1. Runde | 2. Runde                      | 2. Runde      | 3. Runde                       | 3. Runde      | 4. Runde                | 4. Runde      | Halbfinale              | Halbfinale    | Finale/Platz 3                 | Finale/Platz 3 | Rang |
| Athleten                     | Wettbewerb   | Gegner                         | Erg      | Gegner                        | Erg           | Gegner                         | Erg           | Gegner                  | Erg           | Gegner                  | Erg           | Gegner                         | Erg            | Rang |
| ---------------------------- | ------------ | ------------------------------ | -------- | ----------------------------- | ------------- | ------------------------------ | ------------- | ----------------------- | ------------- | ----------------------- | ------------- | ------------------------------ | -------------- | ---- |
| Mixed                        |              |                                |          |                               |               |                                |               |                         |               |                         |               |                                |                |      |
| Laura Nagy Nathan Young      | Mixed Doppel | Lisa Norrlander Kilian Thune   | 11:5     | Liu Tong Selahattin Eser      | 7:4           | Robyn Mitchell František Jiral | 7:4           | Mina Kobayashi Leo Tuaz | 8:1           | Mina Kobayashi Leo Tuaz | 6:2           | Chana Beitone Nikolai Lyssakow | 9:5            | Gold |
| Lauren Rajala Bine Sever     | Mixed Doppel | Chana Beitone Nikolai Lyssakow | 9:10     | ausgeschieden                 | ausgeschieden | ausgeschieden                  | ausgeschieden | ausgeschieden           | ausgeschieden | ausgeschieden           | ausgeschieden | ausgeschieden                  | ausgeschieden  | 25   |
| Kaitlin Murphy Jaedon Neuert | Mixed Doppel | Hannah Farries Kadir Polat     | 8:4      | Liza Gregori Maximilian Winz  | 6:8           | ausgeschieden                  | ausgeschieden | ausgeschieden           | ausgeschieden | ausgeschieden           | ausgeschieden | ausgeschieden                  | ausgeschieden  | 13   |
| Emily Deschenes Oriol Gastó  | Mixed Doppel | Leticia Cid Hunter Walker      | 10:9     | Maelle Vergnaud Grunde Buraas | 2:8           | ausgeschieden                  | ausgeschieden | ausgeschieden           | ausgeschieden | ausgeschieden           | ausgeschieden | ausgeschieden                  | ausgeschieden  | 13   |

### Eishockey
| Wettbewerb      | Jungen |
| --------------- | --- |
| Athleten        | Justin Côté Nate Danielson Dylan Ernst Conor Geekie Adamo Fantilli Vincent Filion Pano Fimis Cédrick Guindon Matt Jovanovic Mats Lindgren Paul Ludwinski Tristan Luneau Denton Mateychuk Ty Nelson Matt Savoie Antonin Verreault Noah Warren |
| Vorrunde        | Russland 2:6 Dänemark 6:0 |
| Halbfinale      | Vereinigte Staaten 1:2 |
| Spiel um Bronze | Finnland 4:2 |
| Platzierung     | Bronze |

### Eiskunstlauf
| Athleten                           | Wettbewerbe | Kurzprogramm/-tanz | Kurzprogramm/-tanz | Kür/Kürtanz | Kür/Kürtanz | Gesamt | Gesamt |
| Athleten                           | Wettbewerbe | Punkte             | Rang               | Punkte      | Rang        | Punkte | Rang   |
| ---------------------------------- | ----------- | ------------------ | ------------------ | ----------- | ----------- | ------ | ------ |
| Jungen                             |             |                    |                    |             |             |        |        |
| Aleksa Rakic                       | Einzel      | 70,96              | 4                  | 134,27      | 4           | 205,23 | 4      |
| Mädchen                            |             |                    |                    |             |             |        |        |
| Catherine Carle                    | Einzel      | 49,57              | 12                 | 93,85       | 11          | 143,42 | 11     |
| Mixed                              |             |                    |                    |             |             |        |        |
| Natalie D’Alessandro Bruce Waddell | Eistanz     | 59,61              | 3                  | 91,91       | 5           | 151,52 | 4      |
| Miku Makita Tyler Gunara           | Eistanz     | 58,47              | 4                  | 90,42       | 6           | 148,89 | 5      |
| Brooke McIntosh Brandon Toste      | Paarlauf    | 49,38              | 5                  | 96,77       | 4           | 146,15 | 4      |

| Athleten | Wettbewerb     | Jungen Einzel | Jungen Einzel | Mädchen Einzel | Mädchen Einzel | Paarlauf | Paarlauf | Eistanz | Eistanz  | Gesamt   | Gesamt |
| Athleten | Wettbewerb     | Punkte        | Teampkt.      | Punkte         | Teampkt.       | Punkte   | Teampkt. | Punkte  | Teampkt. | Teampkt. | Rang   |
| --- | -------------- | ------------- | ------------- | -------------- | -------------- | -------- | -------- | ------- | -------- | -------- | ------ |
| Mixed |                |               |               |                |                |          |          |         |          |          |        |
| Team Discovery Nikolaj Memola Catherine Carle Dmitri Rylow / Apollinarija Panfilowa Célina Fradji / Jean-Hans Fourneaux | Teamwettbewerb | 112,27        | 4             | 91,22          | 1              | 126,49   | 8        | 75,86   | 2        | 15       | 6      |
| Team Determination Cha Young-hyun Nella Pelkonen Brooke McIntosh / Brandon Toste Katarina Wolfkostin / Jeffrey Chen     | Teamwettbewerb | 133,13        | 6             | 91,27          | 2              | 96,73    | 5        | 90,41   | 5        | 18       | 4      |
| Team Vision Andrei Mosaljow Regina Schermann Sofija Nesterowa / Artem Darenskyj Natalie D’Alessandro / Bruce Waddell    | Teamwettbewerb | 154,97        | 7             | 95,37          | 3              | 86,53    | 2        | 95,73   | 6        | 18       | Bronze |

### Freestyle-Skiing
| Athleten         | Wettbewerbe | Qualifikation | Qualifikation | Finale        | Finale        | Rang |
| Athleten         | Wettbewerbe | Punkte        | Rang          | Punkte        | Rang          | Rang |
| ---------------- | ----------- | ------------- | ------------- | ------------- | ------------- | ---- |
| Jungen           |             |               |               |               |               |      |
| Steven Kahnert   | Big Air     | 17,75         | 24            | ausgeschieden | ausgeschieden | 24   |
| Steven Kahnert   | Halfpipe    | 56,00         | 8             | 65,66         | 8             | 8    |
| Steven Kahnert   | Slopestyle  | 8,66          | 26            | ausgeschieden | ausgeschieden | 26   |
| Andrew Longino   | Big Air     | 50,00         | 21            | ausgeschieden | ausgeschieden | 21   |
| Andrew Longino   | Halfpipe    | 76,00         | 3             | 94,00         | 1             | Gold |
| Andrew Longino   | Slopestyle  | 55,66         | 17            | ausgeschieden | ausgeschieden | 17   |
| Brayden Willmott | Big Air     | DNS           | DNS           | DNS           | DNS           | DNS  |
| Brayden Willmott | Slopestyle  | 24,66         | 24            | ausgeschieden | ausgeschieden | 24   |
| Mädchen          |             |               |               |               |               |      |
| Skye Clarke      | Big Air     | DNS           | DNS           | DNS           | DNS           | DNS  |
| Skye Clarke      | Slopestyle  | DNS           | DNS           | DNS           | DNS           | DNS  |
| Rylee Hackler    | Big Air     | DNS           | DNS           | DNS           | DNS           | DNS  |
| Rylee Hackler    | Halfpipe    | 39,66         | 13            |               |               |      |
| Rylee Hackler    | Slopestyle  | 64,75         | 6             | 65,00         | 6             | 6    |
| Emma Morozumi    | Halfpipe    | 55,66         | 8             | 52,33         | 8             | 8    |

| Athleten          | Wettbewerbe | Vorrunde | Vorrunde | Halbfinale    | Finale            | Rang |
| Athleten          | Wettbewerbe | Punkte   | Rang     | Rang          | Rang              | Rang |
| ----------------- | ----------- | -------- | -------- | ------------- | ----------------- | ---- |
| Jungen            |             |          |          |               |                   |      |
| Charlie Lang      | Skicross    | 12       | 9        | ausgeschieden | ausgeschieden     | 18   |
| Jack Morrow       | Skicross    | 14       | 7        | ausgeschieden | ausgeschieden     | 13   |
| Mädchen           |             |          |          |               |                   |      |
| Marie-Pier Brunet | Skicross    | 18       | 3        | 4             | Kleines Finale: 1 | 5    |
| Sage Stefani      | Skicross    | 16       | 5        | ausgeschieden | ausgeschieden     | 9    |

### Rennrodeln
| Athlet                                                  | Wettbewerb   | Lauf 1   | Lauf 1 | Lauf 2   | Lauf 2 | Gesamt       | Gesamt |
| Athlet                                                  | Wettbewerb   | Zeit     | Rang   | Zeit     | Rang   | Zeit         | Rang   |
| ------------------------------------------------------- | ------------ | -------- | ------ | -------- | ------ | ------------ | ------ |
| Mädchen                                                 |              |          |        |          |        |              |        |
| Kailey Allan                                            | Einsitzer    | 55,704 s | 10     | 55,211 s | 6      | 1:50,915 min | 7      |
| Caitlin Nash                                            | Einsitzer    | 55,483 s | 5      | 55,075 s | 4      | 1:50,558 min | 4      |
| Caitlin Nash Natalie Corless                            | Doppelsitzer | 56,294 s | 4      | 56,415 s | 2      | 1:52,709 min | Silber |
| Mixed                                                   |              |          |        |          |        |              |        |
| Kailey Allan Alex Gufler Caitlin Nash / Natalie Corless | Teamstaffel  | –        | –      | –        | –      | 2:57,627 min | 4      |

### Shorttrack
| Athlet                                                                   | Wettbewerb  | Vorlauf      | Vorlauf | Viertelfinale | Viertelfinale | Halbfinale    | Halbfinale    | Finale                 | Finale        | Rang   |
| Athlet                                                                   | Wettbewerb  | Zeit         | Rang    | Zeit          | Rang          | Zeit          | Rang          | Zeit                   | Rang          | Rang   |
| ------------------------------------------------------------------------ | ----------- | ------------ | ------- | ------------- | ------------- | ------------- | ------------- | ---------------------- | ------------- | ------ |
| Jungen                                                                   |             |              |         |               |               |               |               |                        |               |        |
| Félix Pigeon                                                             | 500 m       | 42,140 s     | 3       | ausgeschieden | ausgeschieden | ausgeschieden | ausgeschieden | ausgeschieden          | ausgeschieden | 17     |
| Félix Pigeon                                                             | 1000 m      | 1:34,547 min | 2       | 1:31,925 min  | 3             | ausgeschieden | ausgeschieden | ausgeschieden          | ausgeschieden | 11     |
| Mädchen                                                                  |             |              |         |               |               |               |               |                        |               |        |
| Florence Brunelle                                                        | 500 m       | 45,408 s     | 1       | 44,389 s      | 1             | 44,053 s      | 2             | 45,314 s               | 3             | Bronze |
| Florence Brunelle                                                        | 1000 m      | 1:38,671 min | 1       | 1:34,974 min  | 1             | ADV           | 4             | 1:30,024 min           | 3             | Bronze |
| Mixed                                                                    |             |              |         |               |               |               |               |                        |               |        |
| Team C Florence Brunelle Anna Ruysschaert Kosei Hayashi Daniil Nikolajew | Teamstaffel | –            | –       | –             | –             | 4:15,601 min  | 3             | B-Finale: 4:16,893 min | 2             | 6      |
| Team F Barbara Somogyi Elisa Confortola Félix Pigeon Wladimir Balbekow   | Teamstaffel | –            | –       | –             | –             | 4:11,169 min  | 2             | 4:22,471 min           | 4             | 4      |

### Skeleton
| Athlet        | Lauf 1      | Lauf 1 | Lauf 2      | Lauf 2 | Gesamt      | Gesamt |
| Athlet        | Zeit        | Rang   | Zeit        | Rang   | Zeit        | Rang   |
| ------------- | ----------- | ------ | ----------- | ------ | ----------- | ------ |
| Jungen        |             |        |             |        |             |        |
| Ryan Kuehn    | 1:11,55 min | 14     | 1:11,65 min | 15     | 2:23,20 min | 14     |
| Mädchen       |             |        |             |        |             |        |
| Hallie Clarke | 1:12,95 min | 12     | 1:13,25 min | 13     | 2:26,20 min | 12     |

### Ski Alpin
| Athleten           | Wettbewerbe  | 1. Lauf     | 1. Lauf | 2. Lauf | 2. Lauf | Gesamt      | Gesamt |
| Athleten           | Wettbewerbe  | Zeit        | Rang    | Zeit    | Rang    | Zeit        | Rang   |
| ------------------ | ------------ | ----------- | ------- | ------- | ------- | ----------- | ------ |
| Jungen             |              |             |         |         |         |             |        |
| Louis Latulippe    | Riesenslalom | DNF         | DNF     | DNF     | DNF     | DNF         | DNF    |
| Louis Latulippe    | Slalom       | 58,24 s     | 39      | 35,50 s | 19      | 1:33,74 min | 22     |
| Louis Latulippe    | Super-G      | –           | –       | –       | –       | 58,24 s     | 39     |
| Louis Latulippe    | Kombination  | 58,24 s     | 39      | 35,50 s | 19      | 1:33,74 min | 22     |
| Mackenzie Wood     | Riesenslalom | 1:06,28 min | 24      | DNF     | DNF     | DNF         | DNF    |
| Mackenzie Wood     | Slalom       | 39,07 s     | 21      | DNF     | DNF     | DNF         | DNF    |
| Mackenzie Wood     | Super-G      | –           | –       | –       | –       | 58,27 s     | 40     |
| Mackenzie Wood     | Kombination  | 58,27 s     | 40      | DNF     | DNF     | DNF         | DNF    |
| Mädchen            |              |             |         |         |         |             |        |
| Sarah Brown        | Riesenslalom | 1:09,19 min | 30      | DNF     | DNF     | DNF         | DNF    |
| Sarah Brown        | Slalom       | DNF         | DNF     | DNF     | DNF     | DNF         | DNF    |
| Sarah Brown        | Super-G      | –           | –       | –       | –       | DNS         | DNS    |
| Sarah Brown        | Kombination  | DNS         | DNS     | DNS     | DNS     | DNS         | DNS    |
| Alice Marchessault | Riesenslalom | DNF         | DNF     | DNF     | DNF     | DNF         | DNF    |
| Alice Marchessault | Slalom       | DSQ         | DSQ     | DSQ     | DSQ     | DSQ         | DSQ    |
| Alice Marchessault | Super-G      | –           | –       | –       | –       | DNF         | DNF    |
| Alice Marchessault | Kombination  | DNF         | DNF     | DNF     | DNF     | DNF         | DNF    |

| Athleten                    | Wettbewerbe    | Achtelfinale | Achtelfinale | Viertelfinale | Viertelfinale | Halbfinale    | Halbfinale    | Finale/Platz 3 | Finale/Platz 3 | Rang |
| Athleten                    | Wettbewerbe    | Gegner       | Ergebnis     | Gegner        | Ergebnis      | Gegner        | Ergebnis      | Gegner         | Ergebnis       | Rang |
| --------------------------- | -------------- | ------------ | ------------ | ------------- | ------------- | ------------- | ------------- | -------------- | -------------- | ---- |
| Mixed                       |                |              |              |               |               |               |               |                |                |      |
| Sarah Brown Louis Latulippe | Teamwettbewerb | Frankreich   | 0:4          | ausgeschieden | ausgeschieden | ausgeschieden | ausgeschieden | ausgeschieden  | ausgeschieden  | 15   |

### Skibergsteigen
| Athleten                                                                     | Wettbewerbe | Qualifikation | Qualifikation | Viertelfinale | Viertelfinale | Halbfinale    | Halbfinale    | Finale        | Finale        | Rang |
| Athleten                                                                     | Wettbewerbe | Zeit          | Rang          | Zeit          | Rang          | Zeit          | Rang          | Zeit          | Rang          | Rang |
| ---------------------------------------------------------------------------- | ----------- | ------------- | ------------- | ------------- | ------------- | ------------- | ------------- | ------------- | ------------- | ---- |
| Jungen                                                                       |             |               |               |               |               |               |               |               |               |      |
| Findlay Eyre                                                                 | Einzel      | –             | –             | –             | –             | –             | –             | 1:00:32,98 h  | 21            | 21   |
| Findlay Eyre                                                                 | Sprint      | 3:17,83 min   | 21            | 3:05,64 min   | 6             | ausgeschieden | ausgeschieden | ausgeschieden | ausgeschieden | 22   |
| Mädchen                                                                      |             |               |               |               |               |               |               |               |               |      |
| Ema Chlepkova                                                                | Einzel      | –             | –             | –             | –             | –             | –             | 1:10:10,95 h  | 15            | 15   |
| Ema Chlepkova                                                                | Sprint      | 4:07,71 min   | 19            | 3:33,29 min   | 2             | 5:10,65 min   | 6             | ausgeschieden | ausgeschieden | 12   |
| Mixed                                                                        |             |               |               |               |               |               |               |               |               |      |
| Welt 1 Ema Chlepkova Trym Dalset Lødøen Roksana Saveh Shemshaki Findlay Eyre | Staffel     | –             | –             | –             | –             | –             | –             | 41:44 min     | 10            | 10   |

### Skilanglauf
| Athleten       | Wettbewerbe     | Qualifikation | Qualifikation | Viertelfinale | Viertelfinale | Halbfinale    | Halbfinale    | Finale        | Finale        | Rang |
| Athleten       | Wettbewerbe     | Zeit          | Rang          | Zeit          | Rang          | Zeit          | Rang          | Zeit          | Rang          | Rang |
| -------------- | --------------- | ------------- | ------------- | ------------- | ------------- | ------------- | ------------- | ------------- | ------------- | ---- |
| Jungen         |                 |               |               |               |               |               |               |               |               |      |
| Derek Deuling  | 10 km klassisch | –             | –             | –             | –             | –             | –             | 28:30,6 min   | 18            | 18   |
| Derek Deuling  | Sprint Freistil | 3:23,28 min   | 19            | 3:28,57 min   | 4             | ausgeschieden | ausgeschieden | ausgeschieden | ausgeschieden | 18   |
| Derek Deuling  | Langlauf-Cross  | 4:42,31 min   | 44            | –             | –             | ausgeschieden | ausgeschieden | ausgeschieden | ausgeschieden | 44   |
| Sasha Masson   | 10 km klassisch | –             | –             | –             | –             | –             | –             | 30:27,1 min   | 47            | 47   |
| Sasha Masson   | Sprint Freistil | 3:30,55 min   | 38            | ausgeschieden | ausgeschieden | ausgeschieden | ausgeschieden | ausgeschieden | ausgeschieden | 38   |
| Sasha Masson   | Langlauf-Cross  | 4:39,67 min   | 38            | –             | –             | ausgeschieden | ausgeschieden | ausgeschieden | ausgeschieden | 38   |
| Mädchen        |                 |               |               |               |               |               |               |               |               |      |
| Jasmine Drolet | 5 km klassisch  | –             | –             | –             | –             | –             | –             | 15:30,0 min   | 17            | 17   |
| Jasmine Drolet | Sprint Freistil | 2:57,95 min   | 29            | 2:55,43 min   | 4             | ausgeschieden | ausgeschieden | ausgeschieden | ausgeschieden | 20   |
| Jasmine Drolet | Langlauf-Cross  | 5:27,71 min   | 34            | –             | –             | ausgeschieden | ausgeschieden | ausgeschieden | ausgeschieden | 34   |
| Liliane Gagnon | 5 km klassisch  | –             | –             | –             | –             | –             | –             | 15:52,5 min   | 27            | 27   |
| Liliane Gagnon | Sprint Freistil | 2:52,38 min   | 17            | 2:53,86 min   | 5             | ausgeschieden | ausgeschieden | ausgeschieden | ausgeschieden | 23   |
| Liliane Gagnon | Langlauf-Cross  | 5:22,05 min   | 22            | –             | –             | 5:22,56 min   | 10            | ausgeschieden | ausgeschieden | 29   |

### Skispringen
| Athleten          | Wettbewerb    | 1. Durchgang | 1. Durchgang | 1. Durchgang | 2. Durchgang | 2. Durchgang | 2. Durchgang | Gesamt | Gesamt |
| Athleten          | Wettbewerb    | Weite        | Punkte       | Rang         | Weite        | Punkte       | Rang         | Punkte | Rang   |
| ----------------- | ------------- | ------------ | ------------ | ------------ | ------------ | ------------ | ------------ | ------ | ------ |
| Jungen            |               |              |              |              |              |              |              |        |        |
| Noah Rolseth      | Normalschanze | 52,0 m       | 40,4         | 36           | 58,0 m       | 75,3         | 33           | 115,7  | 36     |
| Stéphane Tremblay | Normalschanze | 72,0 m       | 81,7         | 28           | 66,5 m       | 71,3         | 34           | 153,0  | 30     |

### Snowboard
| Athleten         | Wettbewerbe | Qualifikation | Qualifikation | Finale        | Finale        | Rang   |
| Athleten         | Wettbewerbe | Punkte        | Rang          | Punkte        | Rang          | Rang   |
| ---------------- | ----------- | ------------- | ------------- | ------------- | ------------- | ------ |
| Jungen           |             |               |               |               |               |        |
| Liam Brearley    | Big Air     | 84,00         | 4             | 183,25        | 3             | Bronze |
| Liam Brearley    | Halfpipe    | 83,33         | 4             | 82,00         | 3             | Bronze |
| Liam Brearley    | Slopestyle  | 81,00         | 4             | 85,33         | 2             | Silber |
| William Buffey   | Slopestyle  | 65,00         | 8             | DNF           | DNF           | DNF    |
| Liam Gill        | Big Air     | 70,75         | 8             | 88,75         | 8             | 8      |
| Liam Gill        | Halfpipe    | 50,00         | 13            | ausgeschieden | ausgeschieden | 13     |
| Liam Gill        | Slopestyle  | 69,00         | 6             | 23,33         | 11            | 11     |
| Seth Strobel     | Halfpipe    | 45,00         | 14            | ausgeschieden | ausgeschieden | 14     |
| Mädchen          |             |               |               |               |               |        |
| Andie Gendron    | Big Air     | DNS           | DNS           | DNS           | DNS           | DNS    |
| Andie Gendron    | Slopestyle  | 35,25         | 11            | 28,50         | 9             | 9      |
| Kianah Hyatt     | Halfpipe    | 24,33         | 14            | ausgeschieden | ausgeschieden | 14     |
| Kamilla Kozuback | Big Air     | 42,00         | 1             | 72,25         | 8             | 8      |
| Kamilla Kozuback | Halfpipe    | 44,33         | 9             | ausgeschieden | ausgeschieden | 9      |
| Kamilla Kozuback | Slopestyle  | 26,00         | 14            | ausgeschieden | ausgeschieden | 14     |
| Juliette Pelchat | Big Air     | DNS           | DNS           | DNS           | DNS           | DNS    |
| Juliette Pelchat | Slopestyle  | 12,75         | 19            | ausgeschieden | ausgeschieden | 19     |

| Athleten                                                              | Wettbewerbe                        | Vorrunde | Viertelfinale | Halbfinale    | Finale        | Rang |
| Athleten                                                              | Wettbewerbe                        | Rang     | Rang          | Rang          | Rang          | Rang |
| --------------------------------------------------------------------- | ---------------------------------- | -------- | ------------- | ------------- | ------------- | ---- |
| Jungen                                                                |                                    |          |               |               |               |      |
| Tristan Bell                                                          | Snowboardcross                     | 9        | –             | ausgeschieden | ausgeschieden | 19   |
| Jacob Walper                                                          | Snowboardcross                     | 8        | –             | ausgeschieden | ausgeschieden | 17   |
| Mädchen                                                               |                                    |          |               |               |               |      |
| Bridget MacLean                                                       | Snowboardcross                     | 14       | –             | ausgeschieden | ausgeschieden | 27   |
| Maxeen Thibeault                                                      | Snowboardcross                     | 13       | –             | ausgeschieden | ausgeschieden | 26   |
| Mixed                                                                 |                                    |          |               |               |               |      |
| Mixed Team 2 Morena Arroyo Sage Stefani Jacob Walper Jack Morrow      | Ski-/Snowboardcross Teamwettbewerb | –        | 3             | ausgeschieden | ausgeschieden | 11   |
| Mixed Team 6 Aina Gomáriz Marie-Pier Brunet Álvaro Romero Scott Johns | Ski-/Snowboardcross Teamwettbewerb | 3        | ausgeschieden | ausgeschieden | ausgeschieden | 16   |